# Spekulativer Realismus
Der Spekulative Realismus ist eine philosophische Strömung, die sich zu Beginn des 21. Jahrhunderts gegen den Korrelationismus Kants und seiner Nachfolger stellt, also gegen die These, dass es nichts Seiendes gibt, zu dem es nicht auch einen subjektiven Zugang gibt. Damit knüpft der Spekulative Realismus wieder an Traditionen der klassischen Ontologie und des metaphysischen Realismus an: Im Zentrum der Arbeiten seiner Protagonisten steht nicht die Subjekt-Objekt-Beziehung, sondern die Ontologie der Objekte. Die von Kant postulierte Unerkennbarkeit der Dinge ist für den spekulativen Realismus keine epistemologische Begrenzung, sondern eine notwendige und zugleich kontingente ontologische Eigenschaft der Dinge selbst. Kontingenz herrsche nicht nur in Bezug auf die Wahrnehmung – was bedeutet, dass man die Dinge so oder auch anders wahrnehmen könne –, sondern auch in den Beziehungen zwischen den Dingen. In diesem Zusammenhang stellen die Spekulativen Realisten den Vorrang des Subjekts infrage.

## Geschichte
Zu den Begründern der verschiedenen Denkansätze umfassenden Strömung, die sich auf einer Konferenz des Goldsmiths College der University of London im April 2007 öffentlich präsentierte, gehören Ray Brassier (damals Middlesex University, heute Amerikanische Universität Beirut), der sich allerdings selbst außerhalb der Bewegung sieht, Iain Hamilton Grant (University of the West of England in Bristol), Graham Harman (American University in Cairo, heute Southern California Institute of Architecture) und Quentin Meillassoux von der École normale supérieure in Paris.
Während Meillassoux zunächst den Begriff Spekulativer Materialismus (matérialisme spéculatif) präferierte, um seine Position zu kennzeichnen, verwendete Ray Brassier – wohl in provokativer Absicht – zuerst den Begriff Spekulativer Realismus.

## Ausgangspunkt
Ausgangspunkt des Spekulativen Realismus ist die Diagnose, dass sich auch die moderne Philosophie gegenüber den Erkenntnissen der modernen Wissenschaften weitgehend ignorant verhielt und diese nicht als Erkenntnisressource betrachtete. Der Konstruktivismus und die Linguistische Wende der Philosophie seit den 1960er Jahren hätten keinen zusätzlichen Erkenntnisgewinn mehr gebracht und seien der Beliebigkeit und Selbstreferenzialität anheimgefallen. Daher fordern die Vertreter des Spekulativen Realismus die Anerkennung einer autonomen Realität, die vom Menschen und seinem Bewusstsein unabhängig ist. Die Philosophie müsse aufhören, sich nur für die Sicht des Menschen auf die Welt zu interessieren. 

## Vertreter und Positionen
Die Vertreter des Spekulativen Realismus beziehen im Einzelnen sehr unterschiedliche Positionen. Gemeinsam ist ihnen, dass sie die Notwendigkeit des Denkens jenseits des Menschen postulieren, also ihr Anti-Anthropozentrismus.

### Radikale Kontingenzlehre
Quentin Meillassoux von der École normale supérieure in Paris geht in seiner radikalen Kontingenzlehre davon aus, dass nichts auf der Welt einen Grund hat. Während die materielle Natur auf den ersten Blick von bestimmten Gesetzen beherrscht werde (die sich aber ändern könnten), sei das Sein kontingent. Die Welt sei kein Rationalitätskontinuum; sie müsse keinen logischen Grund haben, nur weil die kognitive Struktur des Menschen es so fordere. Meillassoux verwirft damit nicht nur den Satz vom zureichenden Grund, sondern die Notwendigkeit der Existenz aller logischen Gesetze mit Ausnahme des Satzes vom Widerspruch (etwas kann nicht zugleich sein und nicht sein).
Ein Ausgangspunkt seines Philosophierens ist das Paradox der arche-fossils, die für die moderne instrumentelle Wissenschaft zeigen, dass es ein Universum, eine Erde und organisches Leben lange vor dem menschlichen Bewusstsein gegeben habe; davor verschließe die Philosophie in der Nachfolge Kants immer noch die Augen. Für Meillassoux ist ein Grundzug der Transzendentalphilosophie Kants ihr Korrelationismus, eine Art des zirkulären Denkens, das die Unmöglichkeit eines gedanklichen Zuganges zu einem vom Denken unabhängigen Sein behaupte. Eine Implikation des Korrelationismus sei die Korrespondenztheorie der Wahrheit, die besagt, dass die Übereinstimmung von erkennendem Verstand und der Sache, auf die er sich bezieht, Wahrheit garantiere. Dieser Ansatz führe zu einer anthropozentrischen Sicht der Dinge, zu einer Weltsicht, die durch die menschlichen Vorstellungen kontaminiert werde. Demgegenüber postuliert Meillassoux die Existenz einer Realität, die ohne jeden Bezug zum menschlichen Denken und grundlos existiere. Daher kritisiert er auch eine weitere Implikation des Korrelationismus, nämlich die Korrespondenztheorie der Wahrheit, die besagt, dass die a priori Übereinstimmung von erkennendem Verstand und der Sache, auf die er sich bezieht, Wahrheit garantiere.

### Ontologie der Objekte
Graham Harman und Markus Gabriel versuchen, eine neue realistische Metaphysik oder Ontologie der Objekte zu begründen. Für sie stehen die Objekte innerhalb und außerhalb des Geistes. Für sie sind Objekte also auch die Gedanken über Objekte. Die Welt sei nicht gleichzusetzen mit der Natur, sie umfasse neben materiellen Objekten bspw. auch Ideen, Konzepte und Kategorien.
Gabriel kritisiert Kants Position der Unerkennbarkeit der Welt (das „Ding an sich“) mit dem Argument, dass „die Welt“ als Totalität in Wirklichkeit nicht existiere; es gebe nur unzählige „Sinnfelder“, in denen die Gegenstände in bestimmten Fragestellungen erscheinen (z. B. unter dem Aspekt ihrer physikalischen Beschaffenheit, also in einem naturwissenschaftlichen Sinnfeld, oder unter dem der Nützlichkeit in einem ökonomischen Sinnfeld). Erkenntnis ist die angemessene Erfassung eines Gegenstandes innerhalb der Regeln des jeweiligen Sinnfeldes. Alle Phänomene – egal ob materielle oder vorgestellte – werden in diesem Konzept eines ontologischen Pluralismus gleich behandelt. Damit werde ein naturwissenschaftlicher Fundamentalismus ebenso wie ein rein konstruktivistischer Ansatz vermieden.
Harman akzeptiert die Position Kants, nach dem wir nur Zugang zu den Dingen haben, wie sie uns erscheinen. Allerdings geht die Wahrnehmung der Dinge für Harman, zu dessen Vorbildern Heidegger, Gilles Deleuze und Bruno Latour gehören, immer mit einem „Übersetzungsfehler“ einher. Entitäten oder reale Objekte sind für Harman autonom und können sowohl Tatsachen wie Gedanken über Tatsachen sein. Die Naturwissenschaften hielten es für naiv, reale Objekte als grundlegende Bestandteile der Welt aufzufassen – als Entitäten. In Wahrheit setzten sich die Objekte ihrer Ansicht nach aus Atomen, Molekülen, neuronalen Prozessen usw. zusammen. Genau das aber hält Harman für einen unzulässigen Reduktionismus: Ausgerechnet die Naturwissenschaftler glaubten nicht an die Phänomene, die man sehen könne, sondern nur an das, was man nicht sehen könne: Atome, Elektronen, Quarks, elektromagnetische Strahlung usw. Für Harman stellt die Auflösung des Objekts in ein unendlich vernetztes und sich wandelndes Reich von Beziehungen (wie dies bei Martin Heidegger und Alfred North Whitehead der Fall ist) nur eine Regression in Form einer unendlichen Verschiebung dar.
Jedes reale Objekt verfügt nach Harman über zwei Seiten: über eine sinnliche, mit der es mit anderen Entitäten in Kontakt kommt, und über eine reale Seite, die sich allen Beziehungen und Relationen zu entziehen. Die Beziehungen des Menschen zu den ihn umgebenden Objekten sind nicht realer als die Beziehungen zwischen den Objekten. Das Objekt ist Harman zufolge außerdem kein umfassendes Ganzes, sondern weist eine vierfache konfliktreiche Struktur auf: das reale Objekt, das sich der Sichtbarkeit entzieht (die relativ dauerhafte Essenz), mit einem zeitlichen und räumlichen Profil, und das Eidos, das für den Betrachter je nach Entfernung usw. als wechselnde Oberfläche erscheint. Diese vierfache Struktur der Realität erkennt Harman nicht im Sein allgemein, sondern im jeweiligen realen Objekt, das zusammenhanglos neben anderen realen Objekten existiert.
Mit dem Spekulativen Realismus und seiner Ontologie der Objekte (Onticology, ein Term des US-Philosophen Levi Bryant) wird es möglich, über sinnliche Begegnungen zwischen jeglichen Entitäten zu sprechen. So untersucht Levi Bryant in seinem Werk The Democracy of Objects die „Macht“ und das „Potenzial“ von Objekten. Mit dieser Wende entfällt auch der bisherige Fokus der Ästhetik auf die menschliche Wahrnehmung, und die Interaktionen zwischen nichtmenschlichen Instanzen werden auch ästhetisch relevant (z. B. Interaktionen in und Wahrnehmungen von Computernetzwerken, sog. Akteur-Netzwerk-Theorie, ANT).
Auch der Italiener Maurizio Ferraris, der zunächst von Jacques Derrida beeinflusst war, nahm die Realität gegen die von ihm so bezeichnete Willkür des poststrukturalistischen Dekonstruktivismus in Schutz: Dieser würde das ontologische und das epistomologische Denken unzulässig vermengen. Auch sozialen Objekten komme ein ontologischer Status zu; sie seien unabhängig von den Handlungen einzelner und würden z. B. in Netzen dokumentiert, ohne sich auf „Text“ reduzieren zu lassen. Die sozialen Objekte werden also nicht erst durch die Vorstellungen geschaffen, die sich die Menschen darüber machen.

### Kritik des anthropozentrischen Naturverständnisses
Die spekulativen Realisten kritisieren, dass die neuere europäische Philosophie und Wissenschaft teils von einem anthropomorphen Vitalismus gekennzeichnet sei. Für Meillassoux ist insbesondere der Tod eine vom Denken des Menschen über sich selbst völlig unabhängige Realität. Die von ihm so bezeichneten Vitalisten mit ihren anthropomorphen Projektionen eines verabsolutierten Geistes (wozu er Fichte und Hegel zählt) erkennen nicht an, dass der Mensch nur ein Ding unter vielen ist.
Für Iain Hamilton Grant, der von Gilles Deleuze beeinflusst ist und an Ideen Schellings anknüpft, den er materialistisch interpretiert, hat jedes Ding zwei Seiten: eine in ihrer Singularität wahrnehmbare und eine nicht wahrnehmbare. Auch er kritisiert den Anthropozentrismus der Philosophie nach Kant und Fichte und die Verdrängung des Realitätsbegriffs aus der Philosophie des 20. Jahrhunderts. Die Privilegierung des Menschen und die Vernachlässigung der anorganischen Realität in der Philosophie seien durch nichts zu rechtfertigen; die Natur entziehe sich der Erklärung durch menschliche Modellvorstellungen. Sie sei durch ihren material vitalism das eigentliche Subjekt, nicht der Mensch (sog. Neovitalismus).
Ray Brassier kritisiert an der modernen Philosophie, dass sie versuche, mit allen Mitteln den Einbruch des Nihilismus in die Welt zu verhindern und ihr Bedeutung zu verleihen. Er sieht sich eher in der Tradition des philosophischen Naturalismus, in der Gesetze herrschen, deren Sinn wir nicht erkennen können, und bestreitet, dass es sich beim Spekulativen Realismus um eine einheitliche Strömung handle.

## Rezeption
Alain Badiou sieht im Spekulativen Realismus die Möglichkeit einer Überwindung der Kontroversen über das Ende oder das Fortbestehen der Notwendigkeit der Metaphysik und zugleich eine Barriere gegen das Einsickern religiöser Gedanken in die moderne Philosophie. Ein neuer Realismusbegriff, wie ihn der Spekulative Realismus vertrete, sei hierbei wegweisend. Badiou wendet sich in Logiques des mondes: L'être et l'événement (2006) gegen die Annahme der Existenz einer übergreifenden Einheit oder eines ontologischen Ganzen; Ontologie könne nichts über Ereignisse aussagen.
Auch der englische Soziologe Alberto Toscano ist vom Spekulativen Realismus beeinflusst; er versucht die Ideen des Historischen Materialismus aus dessen Perspektive neu zu interpretieren und auf Phänomene wie die Selbstorganisation der Materie auszudehnen.
In Deutschland wurde die Strömung durch von Armen Avanessian herausgegebene Reihe "Spekulationen" im Berliner Merve-Verlag und durch eine Vortrags- und Workshopreihe der beteiligten Philosophen an der Freien Universität Berlin im Jahr 2012 bekannt.

## Kritik
Die Herausgeber des Meillassoux Dictionary kritisieren, dass Meillassoux’ Kritik nicht die Kantsche Transzendentalphilosophie trifft, sondern das Zerrbild eines extrem solipsistischen Idealismus, des sog. starken Korrelationismus, der davon ausgeht, dass es nur das gibt, was wir denken können.
Brassier kritisiert, dass man nicht die Grenzen wissenschaftlicher Erkenntnis als Argument für eine positive ontologische Konstruktion verwenden könne. Gerade diese Erkenntnisgrenzen werden jedoch von anderen Philosophen als theoretische Chance erkannt: Der Widerstand, den die Realität unserer Erkenntnis entgegensetzt, erkläre, warum in der Natur verschiedene Lebensformen interagieren können, ohne dieselben Erkenntnismöglichkeiten zu besitzen, und wie menschliche Interaktion in einer sozialen Umwelt entsteht, die zunächst vorgegeben ist und erst später interpretiert und verändert wird. Dieser hermeneutische Ansatz setzt sich vor allem vom europäischen Konstruktivismus ab. Begründet wurde er von Maurizio Ferraris, Mario De Caro und anderen italienischen Philosophen. Diese Strömung, die Antworten auf ähnliche Fragen wie der Spekulative Realismus gibt und mit diesem verwandt ist, wird Neurealismus (englisch New Realism, spanisch Nuovo Realismo) genannt. Das Werk von Markus Gabriel wird beiden Strömungen zugerechnet.